# Autocuiseur

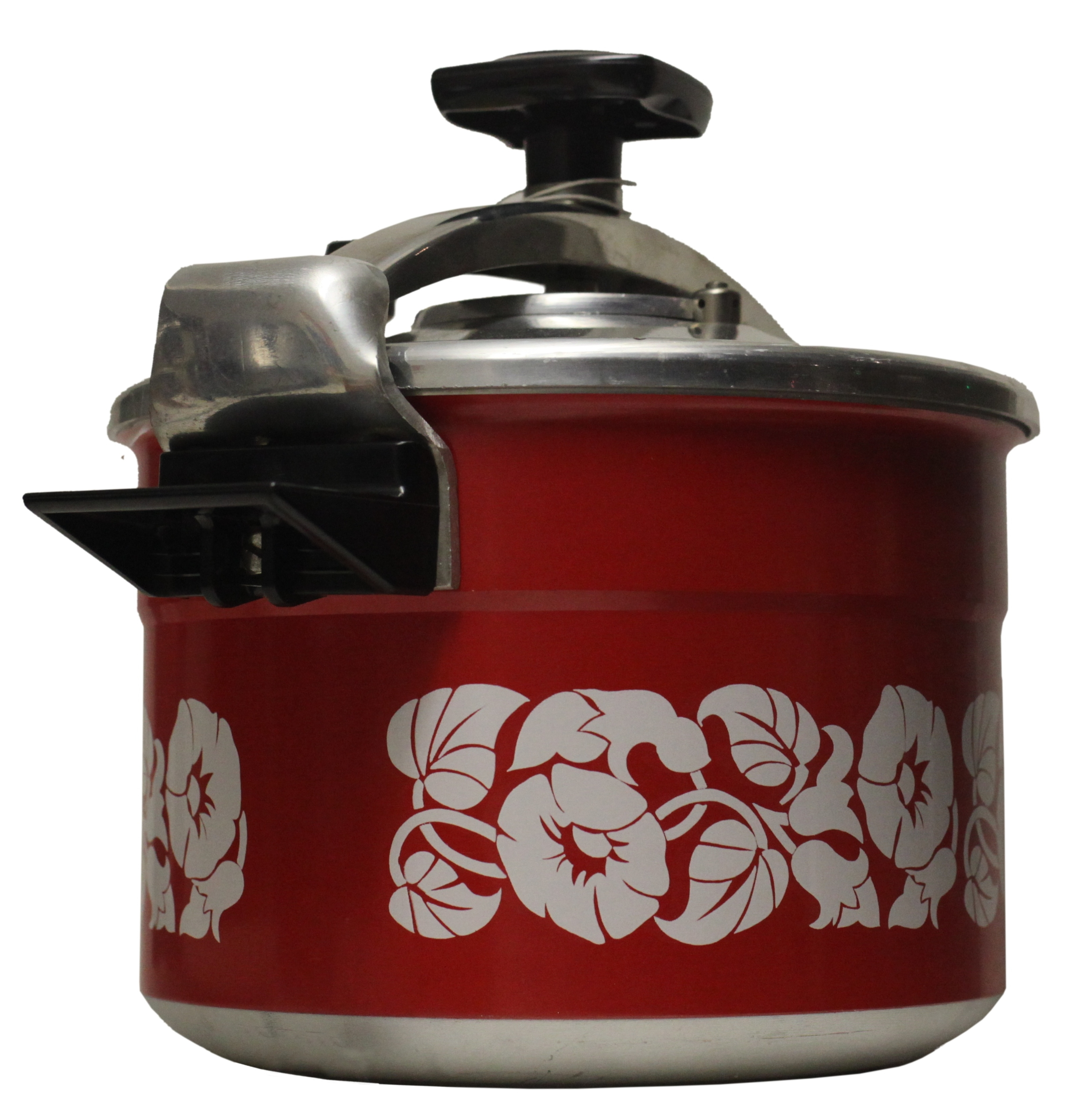
« Super cocotte décor SEB », 1973 : corps en aluminium, laque en polyamide embossé, étrier en acier inoxydable.

Pour les articles homonymes, voir Cocotte-minute (homonymie).
L’autocuiseur, appelé également « Cocotte-minute » (marque déposée, propriété de la société SEB), est un ustensile de cuisine constitué d'un récipient en métal épais hermétiquement clos par un couvercle équipé d'une valve de dépressurisation. Il permet de cuire les aliments sous haute pression.
Il est également appelé marmite à pression ou casserole à pression en Belgique, cocotte express au Maghreb, ainsi que marmite à vapeur, mais également « Duromatic »  (marque déposée, propriété de la société Kuhn Rikon (de)) en Suisse et « Presto » au Québec, (marque déposée par la société National Presto Industries).
Les aliments sont cuits sous pression directement dans la marmite ou à la vapeur dans un panier métallique.

## Histoire

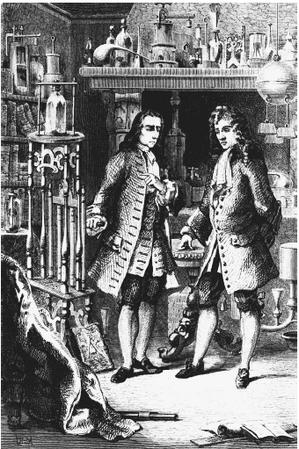
Robert Boyle et Denis Papin examinant le « Digesteur », 1679.

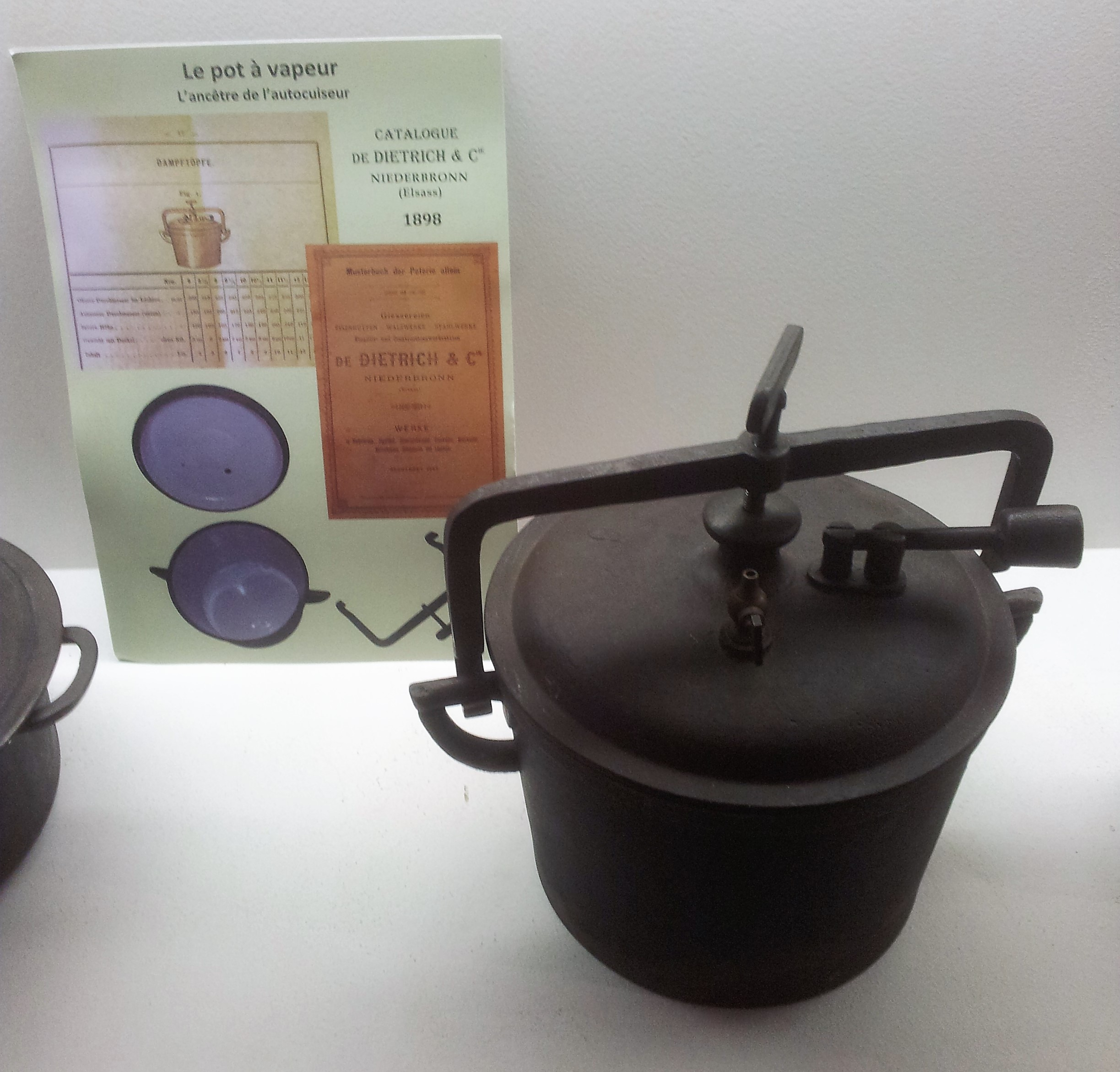
Autocuiseur "Dampftopf" de la société De Dietrich, 1898.

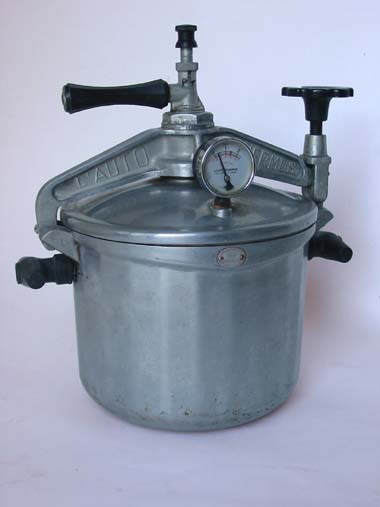
L'« Auto-Thermos » des Ateliers de Boulogne,
14 rue Béranger, 1926.

En 1679, Denis Papin met au point une marmite en fer très épais, munie d'une soupape de sécurité et d'un couvercle à pression bloqué par une traverse à vis. Il l'appelle Digesteur. On la désigne aussi sous le nom de « marmite de Papin », terme maintenant utilisé par extension pour désigner tout type d'autocuiseur.
Parmi les premiers autocuiseurs commercialisés le Dampftopf (pot à vapeur) était vendu en Alsace en 1898 par la société De Dietrich. Réalisé en fonte, il comportait une soupape de sécurité et une soupape de décompression. Il ne connut cependant pas le succès car il ne correspondait pas aux besoins des ménagères de l'époque, pour lesquelles la rapidité de la cuisson n'était pas une préoccupation première. Un exemplaire est exposé au Musée du fer de Reichshoffen.
L'« Auto-Thermos » des Ateliers de Boulogne, présenté au Salon des arts ménagers de 1926, remporte la médaille d'or du concours Lépine et connaît un certain succès au cours des années trente, mais son prix élevé et son maniement délicat empêchent, en dépit des affiches de Paul Mohr et du soutien publicitaire de Joséphine Baker, une large diffusion si bien que l'entreprise, fournisseur de laboratoires, fermera en 1968. En Allemagne un autocuiseur moderne est commercialisé sous la marque Sicomatic par la société Silit (de). Aux États-Unis, la National Pressure Cooker Company lance son poêlon à vapeur à la Foire internationale de New York de 1939. Sa cuisson diététique le fait adopter par des millions de ménagères américaines. Cette compagnie dépose par la suite plusieurs brevets d'autocuiseurs à vapeur.
En 1948, Roland Devedjian (1901-1974), père de Patrick Devedjian (1944-2020) , invente des autocuiseurs en fonte d'aluminium et fermeture à baïonnette, commercialisés sous le nom de Cocotte-minute, mais sa société fait faillite : elle est finalement rachetée par le Groupe SEB, qui produisait des autocuiseurs moins chers, en aluminium embouti. En 1952, Georges Lavergne, ancien président du Concours Lépine, invente un modèle de grande capacité (300 litres) acheté par la marine française pour ses sous-marins militaires.
En Suisse dans les années 1940, Jacques Kuhn (de) développe, grâce à l'ingénieur Zurichois Max Zeller, un autocuiseur doté d'une soupape sophistiquée évitant les risques d’explosion. En 1949, un brevet est déposé par Zeller sur son autocuiseur. En 1949, l'autocuiseur Duromatic est lancé par l'entreprise Kuhn Rikon (de), et il acquiert une position dominante sur le marché. En 2007, plus de dix millions de Duromatic ont été vendus.
En Autriche dans les années cinquante, la société Gruber & Kaja met sur le marché un autocuiseur appelé Kelomat (de). Ce nom deviendra synonyme d'autocuiseur dans ce pays. En janvier 1953 en France, Frédéric Lescure lance la « Super-Cocotte SEB » qui connaît un grand succès, supplantant rapidement la vingtaine d'autres modèles en fonte d'aluminium présentés par les sociétés concurrentes : la Super-Cocotte, en aluminium embouti, plus léger, mais beaucoup plus solide, s'avère plus sûre. En 1960, elle est vendue à 500 000 exemplaires. En 1986, SEB lance le modèle Sensor, cocotte en inox équipée d'une poignée longue et de plusieurs niveaux de température de cuisson. En 1994, son modèle Clipso est équipé d'une soupape silencieuse et d'un système d’ouverture-fermeture à une seule main.

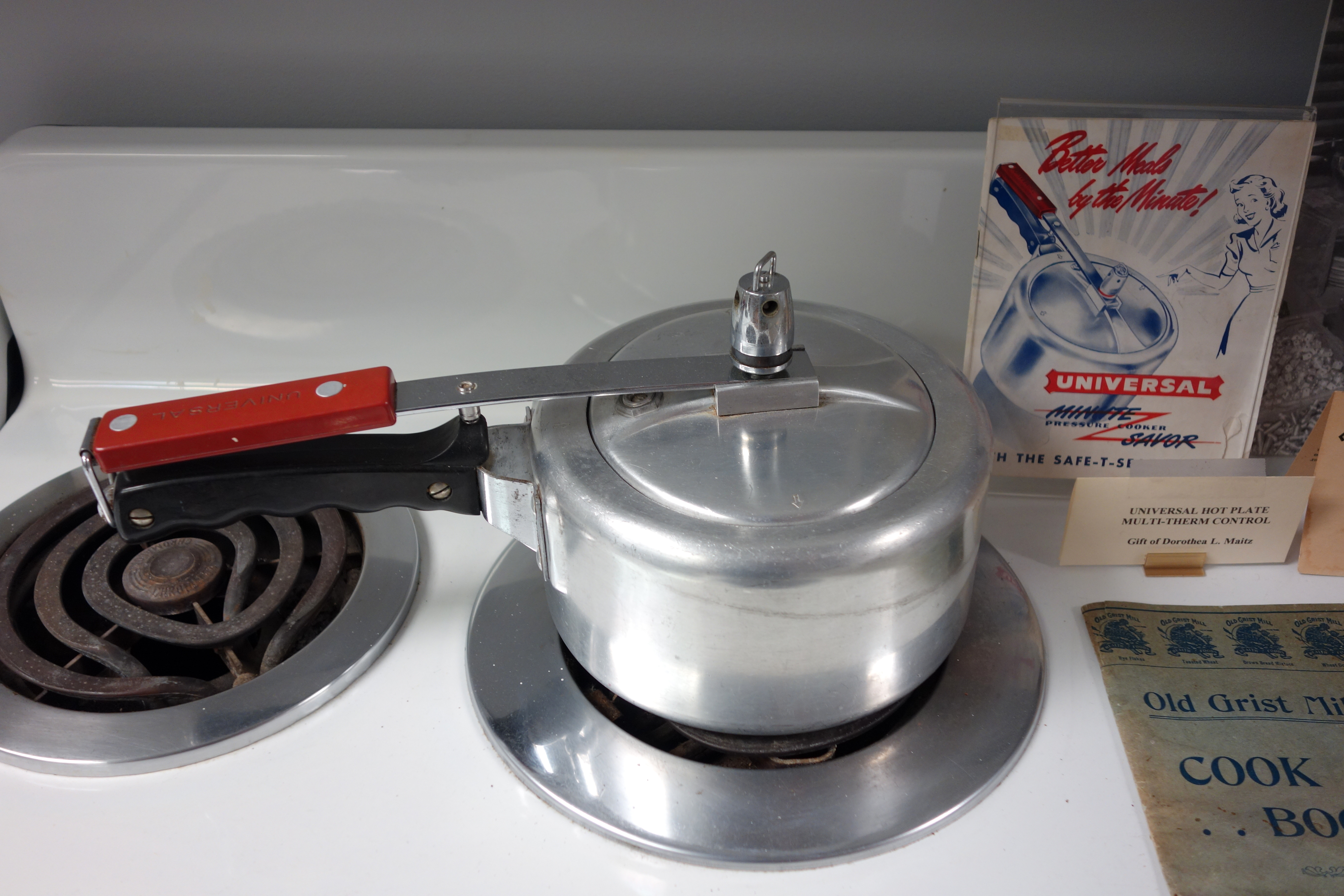
Autocuiseur américain « Universal » : couvercle ovale intérieur, ressort à lame en acier.
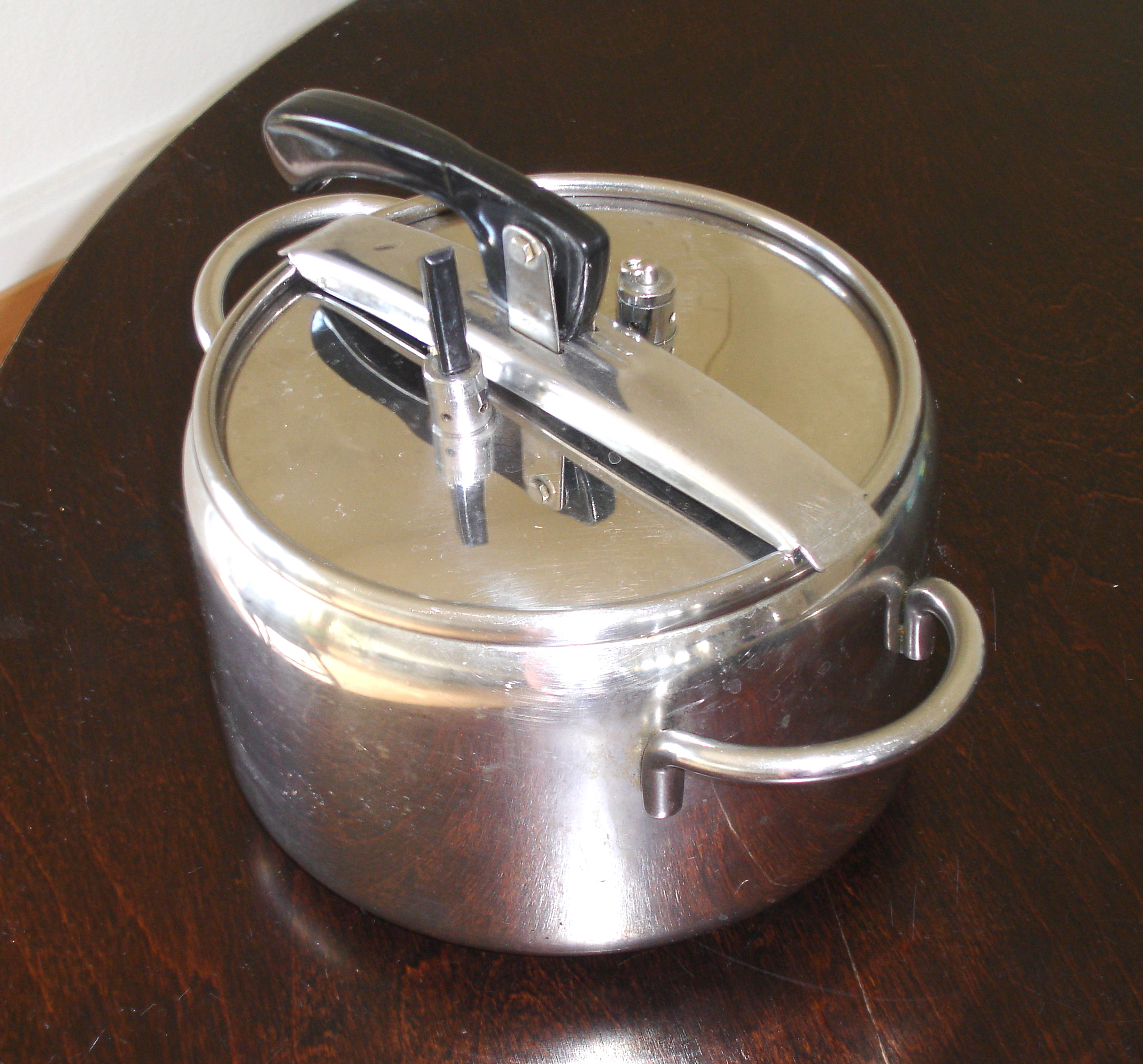
Autocuiseur italien « Lagostina », à couvercle intérieur flexible et joint en caoutchouc mince sous le bord inférieur de l'ouverture.
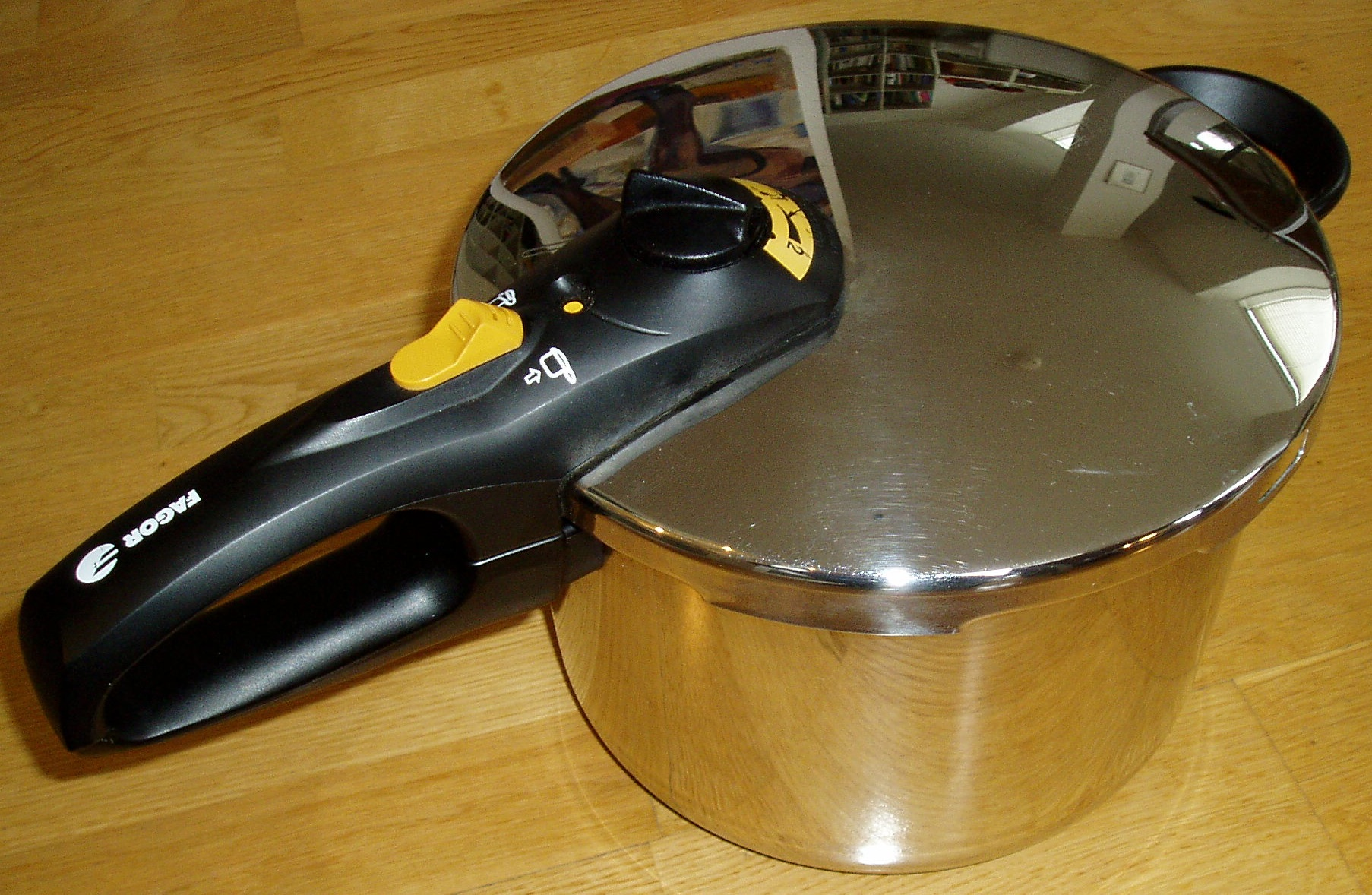
Autocuiseur espagnol « Fagor », à baïonnette.

## Principe
Le point d'ébullition de l'eau dépendant de la pression atmosphérique, l'augmentation de pression permet de faire monter la température de cuisson plus haut que 100 °C (jusqu'à 118 °C). Une soupape relâche la vapeur dès que la pression absolue dépasse 1,8 bar. On diminue alors l'intensité du feu et on commence le décompte du temps de cuisson. Il existe plusieurs systèmes de fermeture du couvercle : étrier, baïonnette, bouton-poussoir et couvercle rentrant.
On trouve deux principes de soupapes. Avec les soupapes à gravité, le poids de la soupape determine la pression maximum qui provoque le relevage de la soupape (masselotte) et le passage du fluide (type cocotte SEB). Dans les soupapes à ressort, un ressort hélicoïdal plaque la soupape sur sa base (le siège) jusqu'à ce que la pression dépasse la limite de résistance du ressort.

Aperçu du fonctionnement d'une soupape à (règle de Trouton).

De nombreux accidents, ayant provoqué de graves brûlures, ont été causés par l'ouverture d'anciens modèles d'autocuiseurs restés sous pression après obstruction de la soupape. Les autocuiseurs modernes sont pourvus de mécanismes de sécurité qui empêchent l'ouverture du couvercle tant que le récipient reste sous pression.

## Usage
En France l'utilisation classique de l'autocuiseur se présente classiquement sous deux modes : 
- une cuisson directe dans le fond de la cuve pour des recettes de type viandes en sauce, soupes, ou plats traditionnels ;
- une cuisson dans le panier vapeur pour la cuisson vapeur de légumes.

La cuisson vapeur en autocuiseur permet une bonne rétention des vitamines par rapport à d'autres modes de cuissons tels que la cuisson vapeur sans pression, et la cuisson à l'eau.
L'autocuiseur permet de réduire considérablement les temps de cuisson.
Contrairement à une cuisson plus longue en marmite traditionnelle, l'autocuiseur, avec une température montant jusqu'à 118 °C en fonction des marques et des modèles, garde les sels minéraux, utilise moins de matière grasse, mais, selon le Larousse gastronomique : « les viandes ont tendance à être plus fades et plus molles et les ingrédients mélangent indistinctement les saveurs. »
L'autocuiseur est utilisé par les alpinistes, pour compenser la diminution du point d'ébullition de l'eau quand l'altitude augmente, et la pression atmosphérique diminue, ce qui rend plus longue la cuisson des aliments.

## Autocuiseurs électriques

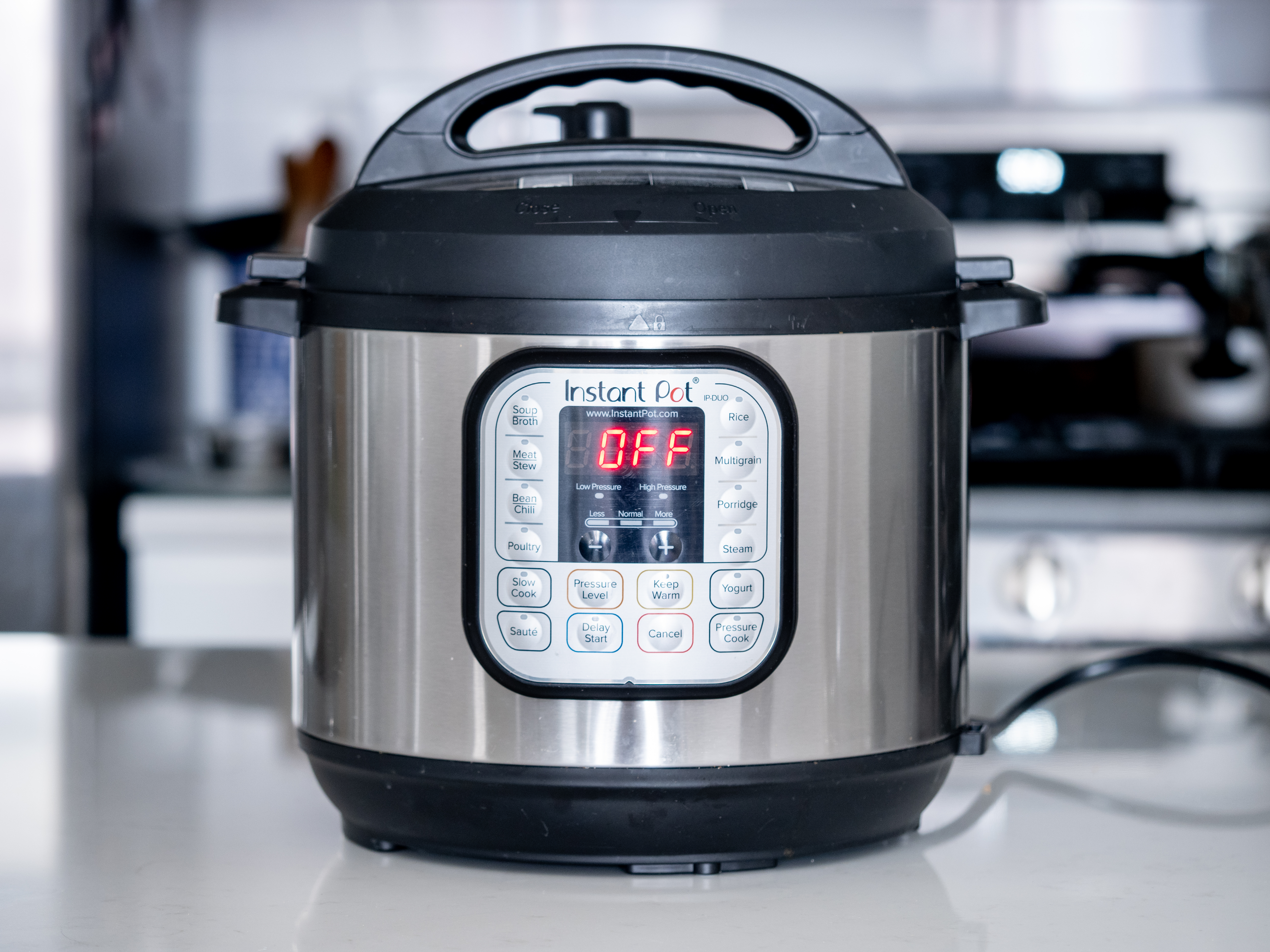
Multicuiseur à pression, programmable, de marque Instant Pot.

Après les autocuiseurs sur cuisinière sont apparus en 1991 les autocuiseurs électriques, vendus aussi sous l'appellation de multicuiseurs, qui disposent d'un contrôle numérique du temps de cuisson et de la température. Le multicuiseur Instant Pot (en) est un exemple de cette catégorie.
Ces autocuiseurs comprennent une source de chaleur électrique automatiquement régulée pour maintenir la température et la pression de fonctionnement.
L'autocuiseur électrique intègre une minuterie. Selon la capacité de contrôle de la cuisson, il existe trois générations d'autocuiseurs électriques : la première proposait une minuterie mécanique, sans cuisson différée ; la seconde génération possédait un contrôleur numérique avec possibilité de cuisson différée, affichant un compte à rebours lorsque la pression de travail est atteinte ; la troisième génération est équipée d'une programmation intelligente, qui comprend des temps de cuisson prédéfinis et des réglages d'intensité du chauffage, de la pression du temps de cuisson.
Certains autocuiseurs sont multifonctionnels, avec des préréglages : autocuiseur, sauté / brunissage, mijoteuse, cuiseur à riz, cuiseur à œufs, yaourtière, cuiseur vapeur, sous vide. Il est également prévu un maintien au chaud. 
Depuis 2018, avec la sortie de l'autocuiseur Ninja Foodi, qui était le premier autocuiseur capable également de frire à l'air pulsé, plusieurs autres fabricants d'autocuiseurs, dont Instant Pot, ont sorti leurs propres autocuiseurs pouvant frire les aliments avec des résistances et une soufflerie, connus sous le nom d'autocuiseurs à friteuse à air. Ces autocuiseurs à air pulsé ont généralement deux couvercles séparés, l'un pour la cuisson sous pression, l'autre pour la cuisson à air.